# چشم‌تیره حناتاب
چشم‌تیره حناتاب (نام علمی: Tephrozosterops stalkeri) نام یک گونه از تیره چشم‌سفید است.